# Den Store Nordiske Krig
Den Store Nordiske Krig (1700-1721) var en konflikt mellem en koalition ledet af Rusland, og Sverige (Under Karl 12.) i Nord-, Central- og Sydeuropa. De oprindelige deltagere i koalitionen var Peter den Store af Rusland, Frederik 4. af Danmark-Norge og August 2. af Sachsen-Polen. Frederik 4. og August 2. tabte til Karl 12.'s hære og blev presset ud af koalitionen i hhv. 1700 og 1706. Efter Karl 12.'s nederlag ved Slaget ved Poltava i 1709 gik Danmark-Norge og Polen-Litauen atter ind i konflikten mod Sverige. Georg 1. af Storbritannien og Hannover indgik i koalitionen (1714 for Hannover og i 1717 for Storbritannien), og Frederik Vilhelm 1. af Preussen indgik i koalitionen i 1715.
De svenskes allierede var Holstein-Gottorp, flere polske stormænd under Stanislaw Leszczynski (1704–1710) og kosakker under den ukrainske hetman Ivan Mazepa (1708–1710). Det Osmanniske Rige gav en tid beskyttelse til Karl 12. og indtrådte kortvarigt i krigen mod Rusland.
I begyndelsen havde svenskerne stor fremgang, men krigen trak ud og blev enden på den svenske stormagtstid.

## Baggrund
Krigens årsag var de svenske naborigers utilfredshed med den magtudvidelse, Sverige havde opnået i sin stormagtstid på naborigernes bekostning. Mod Sveriges 18-årige kong Karl XII, forenedes:
- Frederik 4. af Danmark-Norge, som var forbitret over den støtte, den holstensk-gottorpske hertug Frederik fandt hos sin svenske svoger under stridighederne med Danmark

- Peter den Store af Rusland, som ville vinde kystlandene fra Sverige, for at føre sit rige ud til Østersøen
- August 2. af Sachsen-Polen, som ville generobre Livland
- De tre fyrster traf i slutningen af 1699 aftaler om et fælles angreb, men August af Sachsen-Polen begyndte det allerede i foråret 1700 med et indfald i Livland, mens Rusland endnu var bundet af krigen mod tyrkerne.

## Angrebene i Sønderjylland og på Sjælland
Frederik 4. lod samtidig sin hær rykke ind i hertugen af Holsten-Gottorps lande, erobrede og ødelagde hans skanser og belejrede hans hovedfæstning Tønninghus. Karl XII samlede straks et korps i Skåne for at støtte sin svoger. Det var ikke ufarligt, da den dansk-norske flåde under Ulrik Christian Gyldenløve var herre på søen, hvis ikke kong Vilhelm af England og Holland af hensyn til den ventede Spanske Arvefølgekrig bestemt ønsket freden bevaret i Nordeuropa. Han sendte en betydelig flåde til Øresund, som sammen med den svenske tvang den dansk-norske flåde til at vige bag Københavns søbefæstning. Et skinbombardement, som de forenede flåder udførte mod København den 20. og 21. juli udrettede intet, men afgørende blev det, at Karl XII den 4. august landsatte tropper ved Humlebæk nord for København, dækket af den forenede engelsk-hollandsk-svenske flåde. Den danske hærs hovedstyrke stod i Jylland; man var ikke forberedt på et angreb på hovedstaden, og Frederik 4. blev derfor tvunget til freden i Traventhal den 18. august 1700, hvor han måtte indrømme hertugen af Holsten-Gottorp suverænitet og ret til at bygge fæstninger, holde en hær på 6.000 mand og slutte forbund med fremmede magter, samt betale ham 260.000 rigsdaler i krigsomkostninger.
Karl XII var ikke tilfreds med denne fred, men måtte finde sig i den, da hans stilling på Sjælland var meget udsat, når den engelsk-hollandske flåde sejlede bort. I Norge havde feltmarskal grev Gustav Vilhelm Wedel-Jarlsberg som kommanderende general samlet hæren, men den kom ikke til anvendelse under den korte krig.

## Svenske fremgange (1700-1709)
Danmark-Norge holdt sig nu i henved en halv snes år uden for striden, mens Karl XII gik sin sejrsgang. Først vendte han sig mod zar Peter, som belejrede Narva med 30.000 mand. Karl angreb ham den 30. november under et forrygende snevejr med 8.000 mand, og de slet øvede russiske soldater lod sig nedsable næsten uden modstand.
Året efter vendte Karl sig mod kong August, kastede hans hær ud af Livland, besatte Kurland og drog ind i Polen. Den 19. juli 1702 vandt han en glimrende sejr over den saksisk-polske hær ved Klissow og indtog Krakov. Han sejrede på ny ved Pultusk og fik polakkerne til at afsætte kong August og vælge Stanislaus Leszinski til konge. De svenske våben skaffede dette kongevalg gyldighed.
Den svenske general Rehnsköld tilføjede i 1706 sakserne et nederlag ved Fraustadt, Karl 12. drog derefter selv ind i Sachsen og tvang kong August ved freden i Altranstädt (sv) i september 1706 til at erkende Stanislaus for Polens konge og opgive forbundet med zar Peter. Denne havde udnyttet tiden godt: han havde fået lært sine rå krigere svenskernes kampmåde og allerede i 1701 slået dem i Livland – med overlegen styrke. Han indtog fæstningen Nöteborg ved Nevas udløb i Ladoga, derefter i maj 1703 Nyenskanse ved Nevas udløb i Finske Bugt og tog straks fat på at anlægge sin nye hovedstad Sankt Petersborg med fæstningen Kronstadt. Svenskernes forsøg på at ødelægge disse anlæg mislykkedes, og russerne erobrede siden under udøvelsen af store grusomheder de faste stæder i Estland og Livland, men i Kurland holdt den svenske general Lewenhaupt dem stangen.
Således stod sagerne, da Karl XII efter freden med Sachsen i år 1707 med 40.000 mand vendte sig mod zar Peter, som forgæves tilbød fred.

## Krigen vender (1709-1720)
Svenskerne havde deres hovedarmé i Polen, som kong Karl XII og general Rehnskiöld var ledere af (den var måske på 40.000 mand), og så havde de en forstærkende armé ledet af general Lewenhaupt på lidt over 10.000 mand, der skulle slutte sig til hovedarmeen. I stedet for at gå mod Østersølandene og Sankt Petersborg slog Karl XII ind på vejen til Moskva, gennem Ukraine, hvor kosak-hetmanen Ivan Mazepa havde lovet at slutte sig til ham. Karl XII gik så rask frem, at general Lewenhaupt, som skulle støde til ham med store forråd, ikke kunne nå ham, men på vejen blev slået af zaren i slaget ved Lesna, så kun ca. 5.000 mand undslap og sluttede sig til hovedarmeen. Samtidig var horden af kosakker tilsyneladende også blevet knust, men nogle hundrede kosakker sluttede sig til den svenske hovedarmé. Russerne havde i al den tid benyttet den brændte jords strategi for at undgå en direkte kamp mod den svenske hovedarmé. Da vinteren var hårdest, slog russerne endelig til mod svenskerne. I vinteren 1708-09 led den svenske hær uhyre tab pga. kulde og sult, da russerne ødelagde landet, den drog igennem. Den lille kosakby Poltava standsede svenskernes fremrykning og opholdt dem, til zar Peter kom til med en hær på 60.000 mand. Skønt Karl XII selv var såret, tvang hungersnøden ham til at indlade sig i et slag den 8. juli 1709. Kampens udfald blev et fuldstændigt nederlag for svenskerne; dermed var Ruslands stormagtsstilling grundlagt. Karl XII flygtede til den osmanniske vasalstat Moldavien, og Lewenhaupt måtte overgive sig med 15.000 mand.
Svenskernes uheld bragte igen Frederik 4. og August af Sachsen til at gribe til våben. Kong Frederik havde dog forsømt den gunstige tid, inden sejren ved Poltava, da Rusland endnu var villig til at give store løfter for at opnå hjælp. Han håbede imidlertid at hindre Sverige i at støtte Holsten-Gottorp og muligvis vinde de danske lande hinsides Sundet tilbage. De danske begyndte krigen med at overføre en hær til Skåne, hvor befolkningen stadig følte sig dansk, men den gunstige tid blev atter forpasset, og den svenske feltherre Magnus Stenbock fik tid til at samle en hær, som var den danske overlegen, og med den sejrede han i slaget ved Helsingborg den 28. februar 1710, den sidste store kamp mellem danske og svenske i Skåne.
Året efter erobrede danskerne landskabet Bremen og indtog fæstningen Stade, zar Peter fuldendte erobringen af Ingermanland, Estland og Livland, indtog Vyborg i Finland, mens kong August atter tilrev sig Polens krone. Magnus Stenbock fik med uhyre anstrengelse samlet en hær, som blev overført til Rügen, men da en dansk-norsk flåde under Gyldenløve brændte, tog eller forjog transportflåden med alle fornødenhederne, var den svenske feltherres stilling snart meget elendig. Det lykkedes ham at slippe ud af det belejrede Stralsund og slå den svageste af sine modstandere, de danske, i slaget ved Gadebusch i Mecklenburg den 20. december 1712. Den fremrykkende russisk-saksiske hær tvang dog Stenbock til at søge ind i Holsten, efter at han i januar 1713 havde begået den unødvendige grusomhed at afbrænde Altona. Han kastede sig ind i fæstningen Tønningen, som den hertugelige regering åbnede for ham, men måtte den 16. maj 1713 overgive sig med 11.000 mand. I februar 1714 faldt selve fæstningen i de danskes hænder.
Karl XII indså nu nødvendigheden af at vende tilbage til Sverige. Han forlod forklædt Moldavien, red 2150 km på 16 dage og nåede natten mellem den 22. og 23. november Stralsund, som blev belejret af hans fjender, til hvilke kong Frederik Vilhelm af Preussen og kong Georg af England, kurfyrste i Hannover, havde sluttet sig.

## Danske sejre til søs
Til søs havde krigen været heldig for den dansk-norske flåde: vel var slaget i Køge Bugt den 4. oktober 1710, hvor den kække Ivar Huitfeldt sprang i luften med Linjeskibet »Dannebroge« og 600 mand, uafgjort, men Christian Thomesen Sehested gjorde sig navnkundig ved med stor dygtighed at forjage svenskerne fra farvandet mellem Rügen og Stralsund, og i 1713 ødelagde Gyldenløve som nævnt Stenbocks transportflåde under Rügen. 1714 forefaldt intet af betydning på søen, men den 24. april 1715 slog admiral Gabel en svensk eskadre under Femern, og den følgende dag overgav den svenske admiral Wachtmeister sig med sine skibe, hvis ødelæggelse den kække fregatkaptajn Peter Wessel hindrede med stor åndsnærværelse. Senere på sommeren tvang den dansk-norske hovedflåde under admiral Raben efter en heftig kamp den svenske flåde under admiral Sparre til at rømme farvandene ved Pommern og sejle til Karlskrona. Dermed var Stralsunds skæbne afgjort, og for ikke at blive fanget forlod Karl XII i december 1715 fæstningen, slap i en båd forbi de danske krydsere og nåede den skånske kyst 15 år efter, at han havde forladt sit rige.
Stralsund overgav sig snart efter, få måneder efter faldt Wismar, Svenskernes sidste fæstning syd for Østersøen. Den tapre svenske admiral Ehrensköld blev i august slået af russerne, som tog Ålandsøerne, blev herrer i Den Botniske Bugt og erobrede Finland.

## Karl XII dør
Karl XII tænkte dog ikke på fred: han samlede Sveriges sidste kræfter mod den eneste af sine fjender, han endnu kunne nå, Danmark-Norge. Først ville han vinteren 1715-1716 gå over Sundets is til Sjælland, men da tøvejr forhindrede det, vendte han sig mod Norge, trængte frem til Oslo. Mangel på forsyninger og modstanden tvang ham dog til at gå tilbage til grænsebyen Fredrikshald med fæstningen Fredriksten, som han belejrede, men som blev kækt forsvaret særlig af brødrene Hans og Peder Colbjørnsen, hvis halvsøster Anna Colbjørnsdatter ligeledes var meget virksom for fædrelandets forsvar. Da Tordenskjold den 8. juli 1716 ved et kækt angreb med en dansk-norsk eskadre ødelagde den svenske transportflåde i Dynekilen, måtte Karl XII opgive angrebet på Fredriksten. Overmodig af dette held foretog Tordenskjold 1717 et par vovelige angreb på Göteborg og Strömstad, som dog mislykkedes, og Karl XII lagde sig igen for Fredriksten, men den 11. december 1718 blev han ramt af en kugle i tindingen, da han fra en løbegrav iagttog fæstningen, og dermed endte hans liv. Hans generaler rømmede straks Norge, og en svensk hær, som var trængt frem mod Trondhjem, vendte ligeledes om, men blev næsten helt ødelagt af kulde og sult under tilbagetoget (se Karolinernes dødsmarch).

## Fredsforhandlingerne og deres udfald
Efter den svenske konges død var den krigerske ånd borte fra Sverige. Alle ønskede fred. Krigen blev dog endnu fortsat i nogen tid, og Tordenskjold fik lejlighed til at føje et nyt blad til sin hæderskrans ved erobringen af Marstrand med fæstningen Carlssten den 26. juli 1719. De derpå følgende angreb på Ny Elfsborg og Göteborg mislykkedes derimod. Sverige fik nu efterhånden, om end med store ofre, fred med sine modstandere, først med kong Georg 1. af England som kurfyrste af Hannover, han fik bekræftelse på herredømmet over Bremen og Verden, som han havde købt af Danmark, mod at udrede en mio. rigsdaler. Preussen fik ved freden Pommern syd for Pene-floden samt øerne Usedom og Wollin. Med Danmark-Norge sluttedes freden i Frederiksborg den 3. juli 1720. Sverige opgav herved sin toldfrihed i Øresund, betalte 600.000 rigsdaler og forpligtede sig til ikke at hjælpe den gottorpske hertug. Ved den tyske kejsers indgriben beholdt vel hertug Karl Frederik sin del af Holsten, men Slesvig blev inddraget under den danske krone, og England, Frankrig og Sverige garanterede Danmark det stedsevarende herredømme over den hertugelige del af hertugdømmet.
Danmark fik derimod ikke lov til at beholde Stralsund og Rygen, hvor der ved fredsslutningen stod danske tropper, da Frankrig ønskede at bevare en svensk tilstedeværelse i Nordtyskland.
Zar Peters fordringer var så store, at freden med ham trak ud, men hans hærgninger på de svenske kyster tvang til sidst Sverige til at falde til føje, og ved freden i Nystad 1721 afstod Sverige Ingermanland, Estland og Livland med tilhørende øer samt den sydlige del af Karelen og Vyborg i Finland. Krigen med Polen døde hen af sig selv, den egentlige fred blev først sluttet 11 år senere. Sverige gik ydmyget og svækket ud af krigen, dets stormagtstid var forbi.

## Følgevirkninger
Den Store Nordiske Krig satte skel i nordeuropæisk historie ved at betyde det svenske imperiums fald og Ruslands endelige gennembrud som Østersømagt og dermed som aktiv europæisk stormagt. Også for Preussen betød krigen en kraftig magtudvidelse, hvorimod Sachsen og Polen snarere blev svækkede af krigsdeltagelsen. For Danmark betød krigen det endelige farvel til hele den østlige del af riget (Skånelandene) – undtagen Bornholm.
Hvis man ser bort fra Napoleonskrigene, hvor Danmark og Sverige havnede på hver sin side, kom Danmark ikke senere i krig med Sverige.

## Tidslinje
- 1700 Krigsudbruddet, Karl XII på Sjælland, slaget ved Narva.
- 1702 Den svenske hær går over Dyna, Sachsen-Polen angribes.
- 1703 Grundlæggelsen af St. Petersborg, russerne erobrer Narva.
- 1704 Sverige og Polen slutter formel fred, Sachsen fortsætter kampen.
- 1706 Svensk sejr over sakserne ved Fraustadt, freden i Alt-Ranstädt, Sachsen trækker sig ud af krigen.
- 1708 Karl XII begynder angrebet på Rusland, slaget ved Lesna.
- 1709 Slaget ved Poltava, Karl XII flygter til Tyrkiet, Danmark og Sachsen-Polen atter inde i krigen.
- 1710 Slaget ved Helsingborg. Store russiske erobringer i Baltikum.
- 1712 De allierede fører krig i Nordtyskland, slaget ved Gadebusch.
- 1713 Den svenske hær kapitulerer i de gottorpske dele af Slesvig. Preussen med på allieret side.
- 1714 De gottorpske dele besættes, erobringen af Nordtyskland fortsætter.
- 1715 De sidste svensk-tyske besiddelser erobres. Karl XII vender hjem.
- 1716 Mislykket svensk angreb på Norge, Tordenskjolds sejr i Dynekilen. Peter den Store besøger Danmark.
- 1717 To mislykkede danske offensiver mod Göteborg og Strömstad. Peter den Store på storpolitisk besøg i Frankrig.
- 1718 Svensk-russiske forhandlinger om særfred på Ålandsøerne. Anden svenske offensiv mod Norge. Karl XII falder foran Frederikssten.
- 1719 Russiske hærgninger på den svenske kyst. Tordenskjold tager Marstrand.
- 1720 Dansk-svensk fred på Frederiksborg Slot. Preussisk-svensk fred i Stockholm.
- 1721 Russisk-svensk fred i Nystad.
- 1732 Formel polsk-svensk fred 11 år efter krigens afslutning.